# Fiandri e Malagoli
Fiandri e Malagoli (später auch: Officina Fiandri) ist ein metallverarbeitender Betrieb aus der italienischen Stadt Modena, der in den 1950er-Jahren Automobilkarosserien herstellte. In dieser Funktion war das Unternehmen nahezu ausschließlich für den Sport- und Rennwagenhersteller Maserati tätig. Die Maseratis von Fiandri e Malagoli sind inzwischen gesuchte Raritäten, die Preise in siebenstelliger Höhe erreichen. Seit dem Rückzug aus dem Automobilbereich produziert Fiandri unter anderem Müllcontainer und Stadtmöbel.

## Unternehmensgeschichte
Gründer des Unternehmens waren Celestino Fiandri und Duilio Malagoli. Beide waren in der frühen Nachkriegszeit Angestellte der Carrozzeria Fantuzzi gewesen, eines kleinen Karosseriebauunternehmens von Medardo Fantuzzi, das seinen Sitz innerhalb der Werksanlagen von Maserati hatte und dort Sportwagenaufbauten herstellte. Eine Quelle beschreibt Celestino Fiandri als Medardo Fantuzzis Assistenten. 1950 machten sich Fiandri und Malagoli mit einem eigenen Betrieb in Modena selbständig, der zunächst als Fiandri e Malagoli firmierte. Zu den Mitarbeitern Fiandri e Malagolis gehörte in den ersten Jahren unter anderem Fernando Baccarini, der 1957 mit der Carrozzeria Gransport einen Konkurrenzbetrieb gründete. 
Bis 1959 arbeitete Fiandri e Malagoli fast ausschließlich als Zulieferer für Maseratis Sportwagenprogramm. Als Maserati mit Ablauf des Jahres 1958 aus wirtschaftlichen Gründen das werksseitige Motorsportengagement beendete, brach für Fiandri e Malagoli der zentrale Geschäftsbereich weg. Das Unternehmen zog sich daraufhin vollständig aus dem Automobilsektor zurück. Duilio Malagoli verließ den Betrieb und gründete mit zwei Geschäftspartnern in Modena das Karosseriebauunternehmen BBM. Unter der Leitung Celestino Fiandris richtete sich Fiandri e Malagoli neu aus. Seit 1963 produziert der mittlerweile als Officia Fiandri firmierende Betrieb Müllcontainer und Mülleimer einschließlich passender Transportgeräte sowie Stadtmöbel wie Bänke und Lampen aus Metall. In diesem Bereich ist Fiandri noch im 21. Jahrhundert aktiv.

## Fiandri e Malagoli und Maserati
In den ersten zehn Jahren nach der Betriebsgründung war Fiandri e Malagoli eng mit Maserati verbunden. Maserati stellte seinerzeit nur die Motoren für seine Renn- und Straßensportwagen selbst her; der Bau der meisten anderen Komponenten, darunter Rahmen und Karosserien, war dagegen auf zahlreiche kleine Spezialbetriebe ausgelagert. Für Maseratis Rennwagen baute Fiandri e Malagoli verschiedene mechanische Teile, zeitweise aber auch Karosserien aus Aluminiumblechen. Der Bau vollständiger Karosserien fällt wahrscheinlich in die Zeit von 1953 bis Sommer 1957.

### A6GCS/53

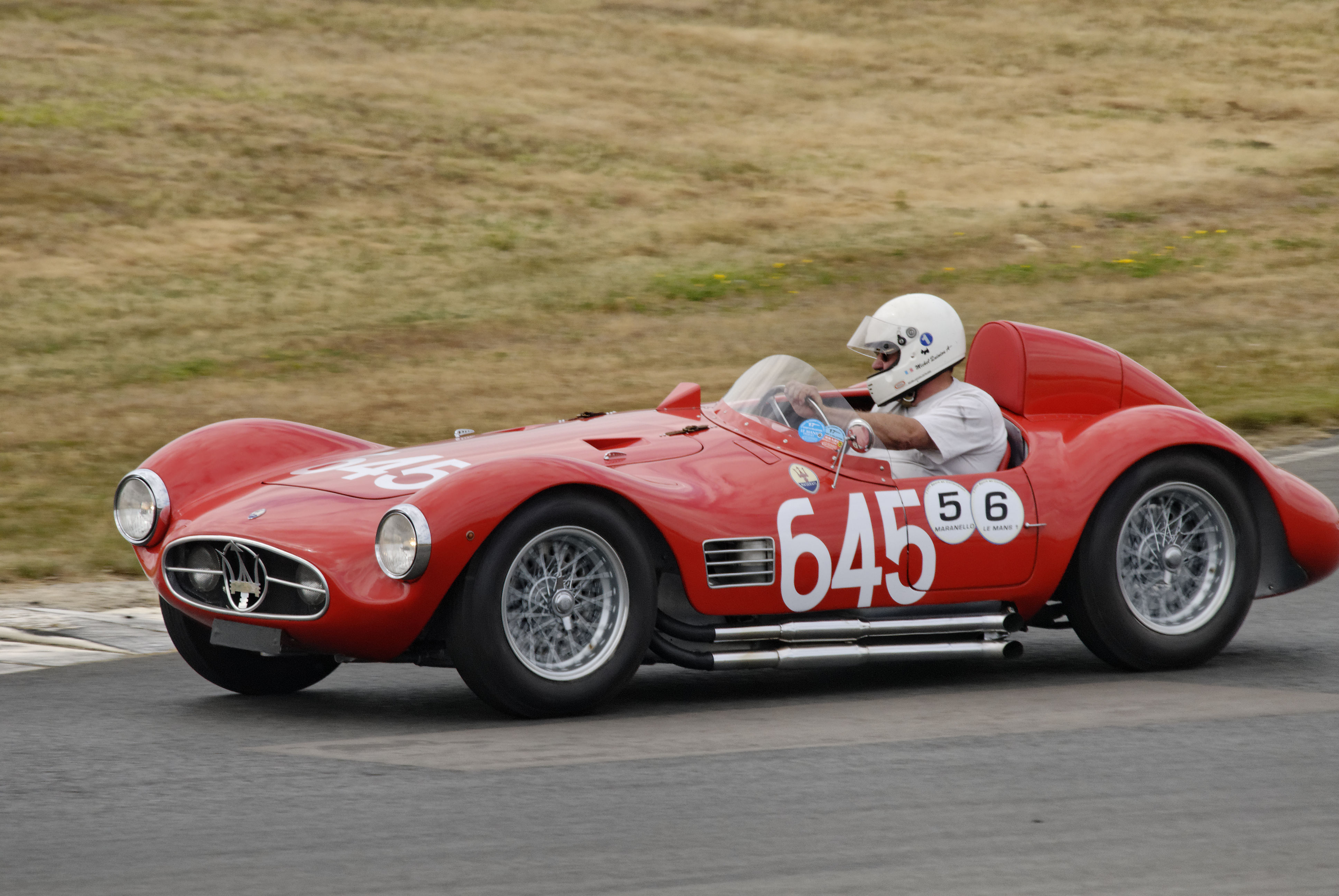
Maserati A6GCS/53 Corsa (Nr. 2087) mit Spider-Aufbau von Fiandri e Malagoli

Zu den ersten Arbeiten im Karosseriebereich gehörten Aufbauten für den Rennsportwagen Maserati A6GCS, der nach vierjähriger Produktion 1953 in einer weiterentwickelten, gelegentlich als A6GCS/53 bezeichneten Ausführung vorgestellt worden war. Die Wettbewerbsversionen des A6GCS/53 erhielten eine zweisitzige Spider-Karosserie, deren Form Maseratis Chefingenieur Gioacchino Colombo entworfen hatte. Der überwiegende Teil dieser Spider-Aufbauten entstand bei Fantuzzi; einzelne Fahrgestelle wurden aber auch mit Aufbauten von Fiandri e Malagoli ausgestattet, deren Form stilistisch weitestgehend der der Fantuzzi-Versionen entsprach. Wie viele der insgesamt 52 Spider eine Karosserie von Fiandri e Malagoli erhielten, ist nicht geklärt. Eine Quelle spricht von einer „kleinen Anzahl“, eine andere meint, Fiandri e Malagoli habe „in der Anfangszeit“ die A6GCS-Karosserien produziert, bevor Fantuzzi die Fertigung vollständig übernommen habe. Zumindest die Fahrgestellnummern 2062, 2077, 2078 und 2087 lassen sich zweifelsfrei Fiandri e Malagoli zuordnen. 
Die A6GSC/53 sind hochpreisige Klassiker. Bereits 2011 wurden bei Privatverkäufen in Europa Preise von etwa 2 Mio € erreicht. Der Fiandri-e-Malagoli-Wagen mit der Fahrgestellnummer 2087 wurde 2018 in Frankreich für 2,4 Mio € (2,9 Mio US-$) versteigert; ein Jahr später lag die Kaufpreisforderung für den 2078 in den USA bei 3,2 Mio US-$.

### 150S

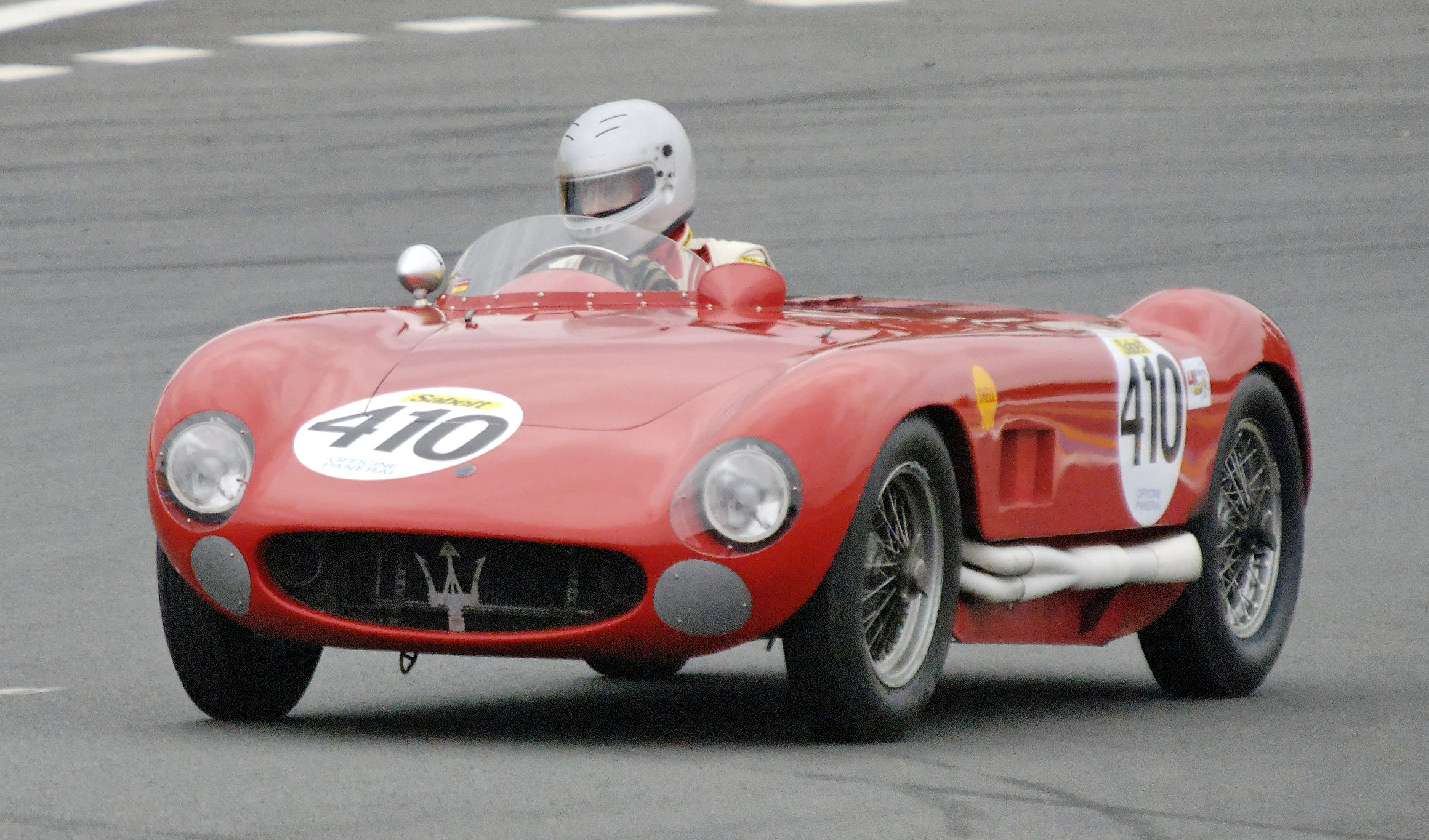
Maserati 150S

1955 führte Maserati den 150S ein, der den A6GSC/53 praktisch ersetzte. Er nutzte eine überarbeitete Version des A6GSC/53-Chassis mit einer hinteren De-Dion-Achse, hatte aber einen neu entwickelten Motor mit 1,5 Liter Hubraum. Alle 150S waren als zweisitzige Spider karossiert. Der Aufbau war ein Entwurf Celestino Fiandris, der sich dabei an der Karosserie des größeren, von Medardo Fantuzzi gestalteten 300S orientierte. Eine Quelle beschreibt den 150S als verkleinerte Ausgabe des 300S. Insgesamt entstanden 23 oder 25 Exemplare des 150S. Die Aufbauten stellte ausnahmslos Fiandri e Malagoli her. Der letzte 150S verließ 1957 das Werk.

### 200S
Neben dem 150S brachte Maserati 1955 auch den 200S heraus, ein dem 150S sehr ähnliches Modell mit einem auf 2,0 Liter Hubraum vergrößerten Motor. Fiandri e Malagoli baute den Prototyp des 200S und danach die ersten vier Serienfahrzeuge, die bis zum Sommer 1956 fertiggestellt wurden. Alle übrigen 200S, beginnend mit dem fünften Serienfahrzeug, hatten dagegen Aufbauten von Fantuzzi, die nach Ansicht von Beobachtern „schlanker“ waren als die frühen 200S von Fiandri e Malagoli.